# Joske Teabuge
Joske Teabuge (ur. w 1960) – nauruański lekkoatleta startujący w biegach krótkich, pierwszy Nauruańczyk, który reprezentował swój kraj na mistrzostwach świata w lekkoatletyce.
W 1983 roku wziął udział w mistrzostwach świata rozgrywanych w Helsinkach, na których startował w eliminacjach biegu na 100 metrów. Był jedynym reprezentantem Nauru na tych mistrzostwach. 
Eliminacje rozpoczęły się 7 sierpnia 1983 roku. Nauruańczyk startował w drugim biegu eliminacyjnym. Podczas tego biegu wiatr był bardzo korzystny; jego siła wyniosła 1,8 metra na sekundę. Z wynikiem 12,20 zajął ostatnie, 8. miejsce, a w łącznej klasyfikacji pierwszej rundy wyprzedził tylko Afgańczyka, Ismaila Mohamada Bakakiego. 
Nieco ponad miesiąc później, reprezentował kraj na Igrzyskach Południowego Pacyfiku. W eliminacjach biegu na 100 metrów, uzyskał jednak najgorszy czas spośród wszystkich biegaczy (12,32).
Po zakończeniu kariery Teabuge został lokalnym lekkoatletycznym działaczem sportowym.

## Rekord życiowy
- Bieg na 100 metrów – 12,20 (7 sierpnia 1983)[1].